# Джо Ньювендайк
Джозеф Ньювендайк (англ. Joseph Nieuwendyk; 10 вересня 1966, м. Ошава, Канада) — канадський хокеїст, центральний нападник. Член Зали слави хокею (2011). 
Виступав за Корнелльський університет (NCAA), «Калгарі Флеймс», «Даллас Старс», «Нью-Джерсі Девілс», «Торонто Мейпл-Ліфс», «Флорида Пантерс». 
В чемпіонатах НХЛ — 1257 матчів (564+562), у турнірах Кубка Стенлі — 158 матчів (66+50).
У складі національної збірної Канади учасник зимових Олімпійських ігор 1998 і 2002 (12 матчів, 3+4); учасник чемпіонату світу 1990 (1 матч, 0+0). У складі молодіжної збірної Канади учасник чемпіонатів світу 1986.
Досягнення
- Олімпійський чемпіон (2002)
- Володар Кубка Стенлі (1989, 1999, 2003)
- Срібний призер молодіжного чемпіонату світу (1986)

Нагороди
- Пам'ятний трофей Колдера (1988)
- Пам'ятний трофей Кінга Кленсі (1995)
- Трофей Конна Смайта (1999)